# Call-girls 66
Pour plus de détails, voir Fiche technique et Distribution.
Call-girls 66 (Le notti della violenza) est un giallo italien réalisé par Roberto Mauri et sorti en 1965.

## Synopsis
Carla Pratesi, une jeune fille de la haute bourgeoisie romaine, entre en contact avec un réseau louche de drogue et de prostitution autour d'une discothèque de la capitale. Lorsqu'elle est retrouvée assassinée, les journaux révèlent les amitiés de la jeune fille, jetant ainsi le scandale sur sa famille.
Letizia, la sœur de Carla, s'appuie sur le travail du commissaire Ferretti, chargé de l'enquête. Bientôt, Linda et Franca, deux autres filles qui gravitent autour du réseau interlope déjà fréquenté par Carla, sont attaquées par un détraqué. C'est alors qu'un jeune témoin, accompagné au commissariat par sa mère, révèle qu'il reconnaît l'agresseur de Linda comme étant l'acteur populaire Mario Visconti. Ce dernier a pourtant un alibi imparable pour le soir de l'agression : il se trouvait en effet au théâtre pour un spectacle. Après l'agression d'une prostituée, la victime, poussée par le commissaire Ferretti, signale qu'elle a reconnu l'acteur Sergio Mari comme étant l'agresseur, mais qu'il se trouve actuellement à Londres, comme en témoignent les chaînes de télévision locales. C'est alors que Letizia, de plus en plus abattue, décide de poursuivre seule l'enquête et découvre une réalité terrifiante : le meurtrier de sa sœur, ainsi que l'agresseur des autres femmes, est un ancien boxeur défiguré par les radiations de la bombe larguée sur Hiroshima, où il se trouvait à la fin de la Seconde Guerre mondiale pour une compétition de boxe. L'homme, qui s'était réfugié dans le sous-sol d'une société de production cinématographique, utilisait les masques confiés aux cascadeurs pour se couvrir le visage et entrer en contact avec des femmes de petite vertu. Découvert, l'homme est abattu par la police.

## Fiche technique
- Titre français : Call-girls 66[1]
- Titre original italien : Le notti della violenza[2]
- Réalisateur : Roberto Mauri
- Scénario : Roberto Mauri, Edoardo Mulargia
- Photographie : Vitaniano Natalucci
- Montage : Nella Nannuzzi
- Musique : Aldo Piga
- Décors : Giodano Ferrari
- Production : Umberto Borsato, Paolo Prestano
- Société de production : D.M.C. Cinematografica
- Pays de production :  Italie
- Langue originale : italien
- Format : Noir et blanc - Son mono - 35 mm
- Durée : 91 minutes
- Genre : giallo, film policier
- Dates de sortie :
  - France : 29 décembre 1965
  - Italie : 20 avril 1966

## Distribution
- Alberto Lupo : Commissaire Ferretti
- Marilù Tolo : Letizia Pratesi
- Hélène Chanel : Carla Pratesi
- Nerio Bernardi : M. Pratesi
- Giovanna Galletti : Mme Pratesi
- Alberto Cevenini (it) : Sergio Mari
- Cristina Gaioni : Franca
- Lisa Gastoni : Linda
- Ugo Fangareggi : Roberto
- Aldo Berti : le proxénète de Franca
- Elisa Mainardi : prostituée avec Sergio Mari
- Tullio Altamura (en) : amant de Carla
- Luigi Batzella (sous le nom de « Paolo Solvay ») : détective moustachu
- Dada Gallotti : la maquerelle
- Gepi De Rosa
- Franco Pesce (en)
- Gianni Medici
- Franco Beltramme
- Maria Pia Conte

## Exploitation
Initialement connu sous le titre de travail L'uomo venuto da Hiroshima, le film a d'abord été interdit en Italie pour obscénité en raison de ses nombreuses scènes de nudité féminine. Il est finalement sorti d'abord en France en 1965 et quelques mois plus tard en 1966 en Italie sous le titre Le notti della violenza. La sortie en salle comportait de nombreuses coupes et des dialogues doublés,.
Le film est sorti brièvement à Milan en 1967, où il a fait l'objet d'une brève critique dans le Corriere della Sera, qui l'a qualifié de « fumetto grossier ».